# Álex Jiménez
Alejandro Jiménez Sánchez, zkráceně Álex Jiménez (8. květen 2005, Leganés, Španělsko) je španělský fotbalový obránce hrající od roku 2023 za italský Milán.

## Přestupy
- z Real Madrid do Milán za 5 000 000 Euro

## Statistika

### Klubová
| Sezóna  | Klub          | Liga               | Liga   | Liga | Ligové poháry | Ligové poháry | Ligové poháry | Kontinentální poháry | Kontinentální poháry | Kontinentální poháry | Celkem | Celkem |
| Sezóna  | Klub          | Soutěž             | Zápasy | Góly | Soutěž        | Zápasy        | Góly          | Soutěž               | Zápasy               | Góly                 | Zápasy | Góly   |
| ------- | ------------- | ------------------ | ------ | ---- | ------------- | ------------- | ------------- | -------------------- | -------------------- | -------------------- | ------ | ------ |
| 2022/23 | Real Madrid B | Primera Federación | 7      | 0    | -             | 0             | 0             | -                    | 0                    | 0                    | 7      | 0      |
| 2023/24 | Milán         | Serie A            | 3      | 0    | IP            | 2             | 0             | LM                   | 0                    | 0                    | 5      | 0      |
| 2024/25 | Milán         | Serie A            | 20     | 0    | IP+IS         | 3+2           | 0             | LM                   | 0                    | 0                    | 25     | 0      |
| 2024/25 | Milán Futuro  | Serie C            | 15     | 2    | -             | 0             | 0             | -                    | 0                    | 0                    | 15     | 2      |
| Celkově | Celkově       | Celkově            | 45     | 2    | -             | 7             | 0             | -                    | 0                    | 0                    | 52     | 2      |

## Úspěchy
- vítěz italského superpoháru (1x)

Milán: 2024